# Окінава (жолоб)

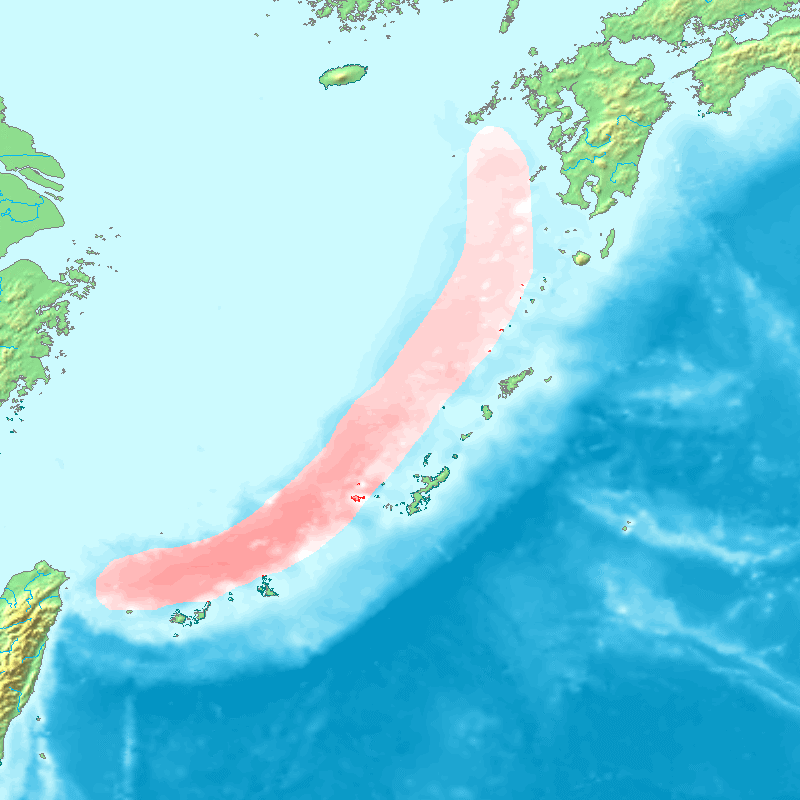
Окінавський жолоб

Жолоб Окінава, окінавських жолоб, окінавська западина — океанічний жолоб, що розташований на сході Східно-Китайського моря на північний захід від островів Рюкю. Жолоб є результатом субдукції океанічної кори Окінавської плити під плиту Янцзи (яку зазвичай розглядають у складі Євразійської плити).
Товщина земної кори в північній частині жолоба Окінави становить 30 км, і стоншується до 10 км на півдні жолоба. Глибина в межах жолоба сягає понад 1000 м з максимальною глибиною 2716 м.